# Meister vom Metropolitan Museum
Als Meister vom Metropolitan Museum (engl. Master of the Metropolitan Museum) wird ein namentlich nicht bekannter barocker Maler bezeichnet, der gegen Ende des 17. Jahrhunderts in Italien tätig war. Ihm werden vor allem Stillleben mit Blumen und Früchten in verzierten Schalen zugeschrieben. Er war wohl in Rom angesiedelt.
In den Bildern des Meisters vom Metropolitan Museum ist die Botschaft der „natura morta“ verschlüsselt, einer Richtung der Barockkunst in Italien in eigentlich prächtigen Stillleben und in barocker Symbolsprache die Vergänglichkeit des Seins, das memento mori zu vermitteln. Wie die Stillleben eines anderen ebenfalls in Rom tätigen italienischen barocken Malers, des Meisters der Acquavella-Stillleben und wie in den Werken des ebenfalls im Norden Italiens schaffenden Meisters des Hartford-Stilllebens ist auch die Arbeit des Meisters vom Metropolitan Museum ein Beispiel dafür, wie sich das Genre des Stilllebens im Norden Italiens in opulenter Formsprache entwickelte. Dabei ist der italienische Stil unterschiedlich zu der gleichzeitig in den Niederlanden entstehenden, zurückhaltenderen Darstellung von Stillleben mit gleicher „morbider“ Botschaft der Vergänglichkeit. Diese Unterschiede zogen z. B. zeitgenössische niederländische Vertreter solchen Malstils wie Abraham Brueghel nach Rom in die Umgebung des Meisters und seiner italienischen Zeitgenossen.
Der Meister vom Metropolitan Museum ist benannt nach einem der ihm zugeschriebenen Werke im New Yorker Metropolitan Museum of Art. Dabei ist die Wahl dieses Notnamens verwirrend, da in diesem Museum noch weitere Werke namentlich nicht bekannter Maler ausgestellt sind. Jedoch ist sein Notname in der englischsprachigen Kunstwelt weitgehend anerkannt. Dem Meister wurden einige weitere Arbeiten zugeschrieben, die wegen Interesse an Stillleben seiner Epoche durch öffentliche Auktionen in anderen Privatbesitz gelangten. Es sind dies beispielsweise Bilder mit Titeln wie Melone, Pfirsich, Feigen, Maulbeeren, Pflaumen mit Nelken auf einer Steinstufe oder Stillleben mit Früchten und zwei Putten in einem Schloßpark.